# Дір-Лодж (округ, Монтана)
Шаблон:StateAbbr_ 46°07′14″ пн. ш. 112°59′15″ зх. д. / 46.12062° пн. ш. 112.98746° зх. д.
Округ Дір-Лодж (англ. Deer Lodge County) — округ (графство) у штаті Монтана, США. Ідентифікатор округу 30023.

## Історія
Округ утворений 1865 року.

## Демографія
За даними перепису
2000 року
загальне населення округу становило 9417 осіб, зокрема міського населення було 6223, а сільського — 3194.
Серед мешканців округу чоловіків було 4703, а жінок — 4714. В окрузі було 3995 домогосподарств, 2526 родин, які мешкали в 4958 будинках.
Середній розмір родини становив 2,84.
Віковий розподіл населення поданий у таблиці:
| Стать    | До 15 років | 15-21 | 22-29 | 30-39 | 40-49 | 50-65 | 65-85 | Понад 85 |
| -------- | ----------- | ----- | ----- | ----- | ----- | ----- | ----- | -------- |
| Чоловіки | 859         | 520   | 329   | 553   | 824   | 880   | 674   | 64       |
| Жінки    | 789         | 450   | 318   | 545   | 752   | 824   | 871   | 165      |

## Суміжні округи
- Повелл — північ
- Джефферсон — схід
- Сілвер-Бау — південний схід
- Бівергед — південь
- Раваллі — захід
- Гранит — північний захід

## Виноски
1. ↑  US Decennial Census. US Census Bureau. Архів оригіналу за 26 квітня 2015. Процитовано 28 листопада 2014.
2. ↑  Historical Census Browser. University of Virginia Library. Архів оригіналу за 11 серпня 2012. Процитовано 28 листопада 2014.
3. ↑  Population of Counties by Decennial Census: 1900 to 1990. US Census Bureau. Архів оригіналу за 22 вересня 2018. Процитовано 28 листопада 2014.
4. ↑  Census 2000 PHC-T-4. Ranking Tables for Counties: 1990 and 2000 (PDF). US Census Bureau. Архів оригіналу (PDF) за 18 грудня 2014. Процитовано 28 листопада 2014.
5. ↑  State & County QuickFacts. US Census Bureau. Архів оригіналу за 6 червня 2011. Процитовано 15 вересня 2013.(англ.) Наведено за англійською вікіпедією.
6. ↑  American FactFinder. Бюро перепису населення США. Архів оригіналу за 21 травня 2008. Процитовано 31 січня 2008.

| США | Це незавершена стаття з географії США. Ви можете допомогти проєкту, виправивши або дописавши її. |